# Aillon-le-Jeune
Aillon-le-Jeune és un municipi francès situat al departament de la Savoia i a la regió d'Alvèrnia-Roine-Alps. L'any 2007 tenia 435 habitants.

## Demografia

### Població
El 2007 la població de fet d'Aillon-le-Jeune era de 435 persones. Hi havia 195 famílies de les quals 78 eren unipersonals (47 homes vivint sols i 31 dones vivint soles), 51 parelles sense fills, 58 parelles amb fills i 8 famílies monoparentals amb fills.
La població ha evolucionat segons el següent gràfic:
Habitants censats

### Habitatges
El 2007 hi havia 826 habitatges, 195 eren l'habitatge principal de la família, 620 eren segones residències i 11 estaven desocupats. 293 eren cases i 529 eren apartaments. Dels 195 habitatges principals, 121 estaven ocupats pels seus propietaris, 61 estaven llogats i ocupats pels llogaters i 13 estaven cedits a títol gratuït; 17 tenien una cambra, 27 en tenien dues, 38 en tenien tres, 49 en tenien quatre i 64 en tenien cinc o més. 139 habitatges disposaven pel capbaix d'una plaça de pàrquing. A 102 habitatges hi havia un automòbil i a 77 n'hi havia dos o més.

### Piràmide de població
La piràmide de població per edats i sexe el 2009 era:
| Homes | Edats   | Dones |
| ----- | ------- | ----- |
| 0     | 95 o +  | 0     |
| 0     | 90 a 94 | 0     |
| 4     | 85 a 89 | 0     |
| 0     | 80 a 84 | 4     |
| 8     | 75 a 79 | 4     |
| 8     | 70 a 74 | 8     |
| 16    | 65 a 69 | 4     |
| 0     | 60 a 64 | 4     |
| 8     | 55 a 59 | 4     |
| 8     | 50 a 54 | 24    |
| 8     | 45 a 49 | 8     |
| 8     | 40 a 44 | 12    |
| 28    | 35 a 39 | 0     |
| 4     | 30 a 34 | 16    |
| 28    | 25 a 29 | 24    |
| 8     | 20 a 24 | 16    |
| 8     | 15 a 19 | 8     |
| 4     | 10 a 14 | 4     |
| 4     | 5 a 9   | 20    |
| 12    | 0 a 4   | 16    |

## Economia
El 2007 la població en edat de treballar era de 282 persones, 233 eren actives i 49 eren inactives. De les 233 persones actives 217 estaven ocupades (120 homes i 97 dones) i 17 estaven aturades (8 homes i 9 dones). De les 49 persones inactives 17 estaven jubilades, 14 estaven estudiant i 18 estaven classificades com a «altres inactius».

### Ingressos
El 2009 a Aillon-le-Jeune hi havia 199 unitats fiscals que integraven 452 persones, la mediana anual d'ingressos fiscals per persona era de 16.200 €.

### Activitats econòmiques
Dels 66 establiments que hi havia el 2007, 1 era d'una empresa extractiva, 3 d'empreses alimentàries, 3 d'empreses de construcció, 7 d'empreses de comerç i reparació d'automòbils, 3 d'empreses de transport, 11 d'empreses d'hostatgeria i restauració, 1 d'una empresa d'informació i comunicació, 4 d'empreses immobiliàries, 4 d'empreses de serveis, 28 d'entitats de l'administració pública i 1 d'una empresa classificada com a «altres activitats de serveis».
Dels 11 establiments de servei als particulars que hi havia el 2009, 1 era una oficina de correu, 1 paleta, 1 fusteria, 7 restaurants i 1 agència immobiliària.
Dels 6 establiments comercials que hi havia el 2009, 1 era una botiga de més de 120 m² i 5 botigues de material esportiu.
L'any 2000 a Aillon-le-Jeune hi havia 14 explotacions agrícoles que ocupaven un total de 385 hectàrees.

## Equipaments sanitaris i escolars
El 2009 hi havia una escola elemental integrada dins d'un grup escolar amb les comunes properes formant una escola dispersa.

## Poblacions més properes
El següent diagrama mostra les poblacions més properes.